# Víctor Guido González Coello de Portugal
Víctor Guido González Coello de Portugal, né le 5 septembre 1975, est un homme d'affaires et homme politique espagnol membre de Vox.

## Biographie
Il est un ami proche de Luis Alfonso de Borbón, arrière-petit-fils de Francisco Franco, avec lequel il co-dirige une entreprise de taxi. Cinq entreprises dont il est propriétaire partagent leur siège social avec l'association religieuse Cura Infirmorum et Natura Seminare présidée par Luis Alfonso de Borbón.
Il est condamné en 2015 pour « irrégularités comptables » à la suite de la faillite de l'une de ses entreprises.
Il est propriétaire du siège du parti Vox.
Lors des élections générales anticipées du 10 novembre 2019, il est élu au Congrès des députés pour la XIVe législature.
Il se rend en Bolivie en janvier 2020, peu après le coup d’État ayant renversé le président socialiste Evo Morales, afin de témoigner son soutien au nouveau régime. Sa visite intervient dans un contexte de tensions entre les gouvernements espagnol et bolivien.